# Hagerstown (Maryland)
Hagerstown város az USA Maryland államában, Washington megyében, melynek megyeszékhelye is. Lakosainak száma 43 527 fő (2020. április 1.).

## Népesség
A település népességének változása:
| Lakosok száma | 2670 | 39 662 | 40 452 | 43 527 |
|               | 1820 | 2010   | 2016   | 2020   |